# La provinciale
La provinciale är en italiensk dramafilm från 1953 i regi av Mario Soldati.
Filmen är baserad på Alberto Moravias kortroman med samma namn.

## Roller (urval)
- Gina Lollobrigida – Gemma Vagnuzzi
- Gabriele Ferzetti – Franco Vagnuzzi
- Franco Interlenghi – Paolo Sartori
- Nanda Primavera – signora Foresi, Gemmas mor
- Marilyn Buferd – Anna Sartori
- Alda Mangini – Elvira Coceanu
- Renato Baldini – Luciano Vittoni